# Далримпл, Теодор
Энтони Малкольм Дэниэлс (род. 11 октября 1949), также известный под псевдонимом Теодор Далримпл ( /dælˈrɪmpəl/) — английский консервативный культурный критик, тюремный психиатр. Работал в ряде стран Африки к югу от Сахары, а также в лондонском Ист-Энде. Перед выходом на пенсию в 2005 году работал в городской больнице Бирмингема и тюрьме Уинсон-Грин в Бирмингема, Англия.
Является редактором журнала City Journal, издаваемого Манхэттенским институтом, где он является научным сотрудником.  Работы Дэниэлса публиковались в: The British Medical Journal, The Times, New Statesman, The Observer, The Daily Telegraph, The Spectator, National Review и The Wall Street Journal .  Является автором ряда книг.
В своих работах Дэниелс утверждает, что левые взгляды, преобладающие в западных интеллектуальных кругах, сводят к минимуму ответственность людей за их собственные действия и подрывают традиционные нравы, способствуя формированию в процветающих странах низшего класса, страдающего от насилия, преступности, венерических заболеваний, зависимость от социального обеспечения и злоупотребления наркотиками. Большая часть работ Далримпла основана на его опыте работы с преступниками и психически больными.

## Биография
Родился в лондонском Кенсингтоне, в светской еврейской семье. Его отец был бизнесменом-коммунистом[уточнить] из семьи российского происхождения, а мать родилась в Германии, откуда в 1938 году бежала в Англию, спасаясь от нацистского режима. Его дед, врач по профессии, служил майором в немецкой армии во время Первой мировой войны.
Работал врачом в Южной Родезии (ныне Зимбабве), Танзании, Южной Африке и на островах Гилберта (ныне Кирибати). В 1990 году вернулся в Соединённое Королевство, где работал в Лондоне и Бирмингеме.
В 1991 году вступал на британском телевидении под псевдонимом Теодор Далримпл. Принял участие в дискуссии под названием «Тюрьмы: выхода нет» вместе с бывшим гангстером Тони Ламбриану, греческим журналистом и писателем Таки Теодоракопулосом и другими.
В 2005 году досрочно вышел на пенсию с должности психиатра-консультанта.
Будучи атеистом, критиковал антитеизм. По мнению Дэниелса «сожалеть о (существовании) религии — значит сожалеть о нашей цивилизации и её памятниках, её достижениях и её наследии».

## Работы
Дэниелс начал присылать свои статьи в The Spectator в начале 1980-х; его первая опубликованная работа под названием «A Bit of a Myth» появилась в журнале в августе 1983 года под именем А. М. Дэниэлс. Чарльз Мур писал в 2004 году, что «Теодор Далримпл, тогда писавший под другим псевдонимом, является единственным писателем, которого я когда-либо выбирал для публикации из потока незаказанных статей». Между 1984 и 1991 годами Дэниелс публиковал статьи в The Spectator под псевдонимом Эдвард Тебертон.
Дэниелс много писал о культуре, искусстве, политике, образовании и медицине, часто опираясь на свой опыт работы врачом и психиатром в Африке и Великобритании. Историк Ноэль Малкольм описал письменные отчеты Дэниелса о его опыте работы в тюрьме и государственной больнице в Бирмингеме как «журналистское золото».
Сборник эссе «Life at the Bottom: The Worldview That Makes the Underclass» был опубликован  в 2001 году. Эссе, которые Манхэттенский институт впервые начал публиковать в City Journal в 1994 году, посвящены таким темам, как личная ответственность, менталитет общества в целом и проблемы низшего класса. При подготовке книги Далримпл опросил более 10 000 человек, которые пытались покончить жизнь самоубийством.
В 2005 году вышел сборник эссе «Our Culture, What's Left of It: The Mandarins and the Masses». Автор исследует различные темы и исторические фигуры, включая Шекспира, Маркса, Вирджинию Вульф и легализацию наркотиков. Одно из эссе в книге «When Islam Breaks Down» было названо Дэвидом Бруксом одним из самых важных эссе 2004 года из опубликованных  в The New York Times.
В 2009 году британское издательство   Monday Books опубликовало две книги Дарлимпла:  Not With a Bang But A Whimper вышла в августе 2009 года; в октябре 2009 года  вышел сборник эссе «Second Opinion»,  посвященный  работе в британской больнице и тюрьме.
Затем вместе с Gibson Square Далримпл опубликовал свою самую успешную книгу «Spoilt Rotten: The Toxic Cult of Sentimentality» (2010), в которой анализируется, как сентиментальность укоренилась в культуре британского общества с серьезными пагубными последствиями. Далее были опубликованы «Litter: What Remains of Our Culture (2010), «The Pleasure of Thinking » (2012) , « Threats of Pain and Ruin » (2014) и другие.
В 2013 году Далримпл входил в состав жюри  Премии Гиппократа 2013 года в области поэзии и медицины.

## Тематика
В своих работах Дэниелс отстаивает несколько повторяющихся тезисов.
- Причина многих проблем в странах Запада — преступности, домашнего насилия, наркомании, агрессивной молодежи, хулиганства, распавшихся семей — это нигилистическое, декадентское или саморазрушительное поведение людей, которые не умеют жить. Сглаживание такого поведения и попытки устранения медицинскими средствами являются формами безразличия. Кто-то должен сказать людям, терпеливо и с пониманием деталей дела, что они должны жить по-другому[21].
- Бедность не объясняет агрессивное, преступное и деструктивное поведение. В африканских трущобах вы найдете среди очень бедных людей, живущих в ужасных условиях, достоинство и порядочность в изобилии, которых болезненно не хватает в среднем английском пригороде, хотя его обитатели гораздо богаче[22].
- Отношение, характеризующееся благодарностью и наличием обязательств по отношению к другим, было заменено понятием «прав» и чувством права без ответственности. Это приводит к возмущению, поскольку права нарушаются родителями, властями, бюрократией и другими[23].
- Одной из вещей, которые делают ислам привлекательным для молодых западных мужчин, является возможность доминировать над женщинами[24].
- Технократические или бюрократические решения проблем человечества приводят к катастрофам в тех случаях, когда первопричиной этих проблем является природа человека.
- Существует миф, что при отказе от опиатов, таких как героин, симптомы отмены становятся практически невыносимыми; на самом деле они едва ли хуже гриппа[25][26].
- Преступность гораздо чаще является причиной наркомании, чем ее следствием.
- Высокую культуру и утонченные эстетические вкусы стоит защищать, и, несмотря на протесты тех, кто не осуждает, что все выражения равны, они выше массовой культуры[27][28][29].
- Идеология государства всеобщего благосостояния используется для уменьшения личной ответственности. Размывание личной ответственности делает людей зависимыми от институтов и способствует существованию угрожающего и уязвимого низшего класса.
- Моральный релятивизм может быть уловкой эгоистичного ума, призванной заставить замолчать голос совести[30].
- Мультикультурализм и культурный релятивизм противоречат здравому смыслу[31].
- Упадок цивилизованного поведения – сдержанности, скромности, усердия, смирения, иронии, отстраненности – разрушает общественную и личную жизнь.[32]
- Коренной причиной нашей современной культурной бедности является интеллектуальная нечестность. Во-первых, интеллектуалы (точнее, левые) разрушили основу культуры, а во-вторых, они отказываются признать ее, прибегая к политкорректности.